# Galería Maeght
La Galerie Maeght es una galería de arte con sede en París (Francia). Ubicada en el número 42, calle Du Bac, en París (VIIè arrondisement), está especializada en arte moderno y contemporáneo. Desde su apertura en 1945, la Galería Maeght exhibe a algunos de los más grandes artistas del siglo XX, así como a muchos artistas contemporáneos. En la misma galería se halla una librería con el mismo nombre en la que encontramos litografías, grabados, libros para bibliófilos o revistas especializadas en arte.

## Historia
La Galeria Maeght se inauguró en París con una exposición de Henri Matisse en diciembre de 1945. Ya en 1946, Bonnard, Braque, Hall, Rouault y Baya exponen por primera vez en la galería. En 1956, Paule y Adrien Maeght abren su propia galería en el número 42 de la calle Du Bac, en París, con una exposición de Alberto Giacometti. La nueva generación de artistas "Maeght" son: Kelly, Cortot, Bazaine, Derain, Tal-Coat, Palazuelo, Chillida, Ubac, Fiedler. Hacia 1966 se unieron artistas como Francis Bacon, Riopelle, Tapiès, Rebeyrolle, Enterrar, Adami, Monory. 
En 1964, Adrien Maeght creó la editorial ARTE en el corazón de París, en la que se editan todas las ediciones de la galería Maeght. Con más de 12.000 títulos publicados, Maeght Editor, es reconocido como el mayor editor de litografías y grabados del mundo. 
Actualmente, la Galería Maeght y la editorial están dirigidas por Isabelle Maeght. Las exposiciones permiten a los visitantes y coleccionistas encontrar obras de artistas históricos como Miró, Calder, Braque, Matisse, Chagall, Tàpies, Chillida... o descubrir las obras de Gasiorowski, Rebeyrolle, Monory, Del Re, Depin, Doerflinger, Couturier o Levy.

### Arte
En 1964, Adrien Maeght compró en París la casa de impresión Duval, en la calle Daguerre, que se convierte en la editorial arte Adrien Maeght, donde se reúnen los diferentes talleres de impresión. Los artistas pueden utilizar para la editorial arte técnicas con litografías, fotograbados, fototipia, ófset, tipografía o fotocomposición. Todas estas técnicas se utilizan en particular para las ediciones Maeght : libros, catálogos de exposiciones, carteles, libros, ediciones para bibliófilos, litografías y grabados originales.
Gracias a la editorial Arte, la biblioteca Maeght ofrece una selección de más de 2.000 litografías y grabados originales. Esta librería también tiene una selección muy amplia de monografías, catálogos de artistas franceses y extranjeros, pósteres, reproducciones y ediciones externas.

### Artistas de la galería
- Valerio Adami
- Philippe Agostini
- Jean-Michel Alberola
- Pierre Alechinsky
- Edward Allington
- Nicolas Alquin
- Karel Appel
- Eduardo Arroyo
- Vasco Ascolini
- Nasser Assar
- Francis Bacon
- Julius Baltazar
- Roberto Barni
- Daniel Barraco
- Jean Bazaine
- Jean Bertholle
- Thierry Bisch
- Jean-Charles Blais
- Jean-Luc Blanc
- François Bouillon
- Georges Braque
- Franco Bratta
- José Manuel Broto
- Pol Bury
- Alexander Calder
- Jorge Camacho
- Jean Capdeville
- César
- Marc Chagall
- Isabelle Champion Métadier
- Charo
- Eduardo Chillida
- Jean Cortot
- Jose Luis Cuevas
- Vincent de Marly
- Richard Deacon
- Marco Del Re
- Gilles Delmas
- Hélène Delprat
- Patrick Depin
- Pierre Dmitrienko
- Eugène Dodeigne
- Luc Doerflinger
- Domoto
- François Fiedler
- Jean-Michel Folon
- Lars Fredrikson
- Gérard Fromanger
- Claude Garache
- Olivier Garand
- Joanet Gardy Artiguas
- Gérard Gasiorowski
- Jacques Germain
- Mimo Germana
- Alberto Giacometti
- Jean-Marie Girard
- Luis Gordillo
- Xavier Grau
- Selma Gürbüz
- Hans Hartung
- Ramon Herreros
- Alexandre Herrou
- Bill Holst
- Rebecca Horn
- François Houdart
- Françoise Huguier
- Marcel Jacno
- Vassily Kandinsky
- Ellsworth Kelly
- Zoltán Kemény
- Joël Kermarrec
- Alain Kirili
- Per Kirkeby
- Konrad Klapheck
- Peter Klasen
- Peter Knapp
- Piotr Kowalski
- Aki Kuroda
- Jacques Lagrange
- Titouan Lamazou
- François Lamore
- Dany Lartigue
- Warja Lavater
- Xavier Lavictoire
- Louis Le Brocquy
- Loïc Le Groumellec
- Alain Le Yaouanc
- Young Boo Lee
- Leepa
- Fernand Léger
- Ra'anan Levy
- Richard Lindner
- Christina Ljubanovic
- Roberto Llimos
- Dan Mac Cleary
- François Martin
- Jacques Martinez
- Titina Maselli
- Raymond Mason
- Henri Mauduit
- Jean Messagier
- Jean-Michel Meurice
- Joan Miró
- Joan Mitchell
- Alain Moitrier
- Jacques Monory
- Philippe Moutard-Martin
- Max Neumann
- Oh Sufan
- Pablo Palazuelo
- Jean-Luc Parant
- Titi Parant
- Pasini
- Michel Pelloille
- Rita Perraudin
- Philippe Perrin
- Jaume Plensa
- Jacques Poli
- Kenneth Poulsen
- Clovis Prevost
- Bernard Quentin
- Paul Rebeyrolle
- Antonio Recalcati
- Carl Fredrik Reuterswärd
- Righetti
- Jean-Paul Riopelle
- Jacques Robert
- Paul Rotterdam
- Guy de Rougemont
- Holton Rower
- Camille Saint Jacques
- Satish Sharma
- Antonio Saura
- Ernst Scheidegger
- Thomas Schliesser
- Jose-Maria Sicilia
- Jean Signovert
- Claude Simon
- Ferdinand Springer
- Peter Stämpfli
- Saul Steinberg
- Walter Stohrer
- Keiichi Tahara
- Takis
- Pierre Tal Coat
- Andrea Tana
- Antoni Tapies
- Hervé Télémaque
- Dominique Thiolat
- Walasse Ting
- Gérard Titus-Carmel
- Roland Topor
- Paul Tourenne
- Tumuc Humac
- Raoul Ubac
- Manolo Valdés
- Bram Van Velde
- Geer Van Velde
- Vladimir Veličković
- Gilles Voisin
- Jan Voss
- Georges Wolinski
- Yan Pei-Ming
- Jack Youngerman
- Ysan
- Léon Zack
- Zao Wou Ki
- Franco Zecchin
- Pierre Zucchelli

## Enlaces